# Даитбеков, Гаджи Гамзатович
Гаджи Гамзатович Даитбеков (22 ноября 1974, Махачкала, Дагестанская АССР, РСФСР, СССР) —  российский спортсмен, специализируется по ушу, призёр чемпионата мира, чемпион Европы и двукратный чемпион России.

## Биография
Ушу-саньда начал заниматься в 1992 году. Занимался под руководством Расула Чотанова. Является двукратным чемпионом России, чемпионом Европы, серебряным приёзром чемпионата мира.  

## Спортивные достижения
- Чемпионат России по ушу 1995 — ;
- Чемпионат мира по ушу 1995 — ;
- Чемпионат России по ушу 1996 — ;
- Чемпионат Европы по ушу 1996 — ;

## Личная жизнь
В 1991 году окончил среднюю школу № 35 в посёлке Ленинкент.